# Maria Lino
Maria Lina del Negri, mais conhecida como Maria Lino (Itália, 1880 - Rio de Janeiro, 31 de maio de 1940) foi uma atriz, cantora, autora,, coreógrafa e dançarina radicada no Brasil. 

## Biografia
Nasceu na Itália, em 1880, sendo filha de Luiz Negri e Leticia Negri. Mudou-se para o Brasil por volta da década de 1890. Nesse período estreou como dançarina do Alcazar Lyrique. Em 1893 teve um grande sucesso com a revista Abacaxi, de Moreira Sampaio e Vicente Reis, no Teatro Apolo (RJ), que também tinha no elenco Brandão, o Popularíssimo.  
Em 1897, ao lado de seu marido Machado Careca, no espetáculo Zizinha Maxixe, tornou-se célebre ao apresentar corta-jaca, de Chiquinha Gonzaga. Seria, posteriormente, considerada a Rainha do Maxixe.
Ainda atuando bastante em revistas, apresentações musicais, participou no final do século XIX de peças de Arthur Azevedo, demonstrando um repertório atento as transformações da época. 
Com a apresentação de O Maxixe, em 1906, e devido ao grande sucesso, embarcou em turnê pela Europa, onde permaneceu até 1914. Nesse período fez parceria com Duque pelos bailes parisienses, divulgando o tango brasileiro (maxixe), sendo conhecida por lá como La reine du tango. 
Já no Brasil estreia como autora teatral em 1915, com a peça Ouro sobre Azul, no Teatro Recreio, sendo também a protagonista. Atuou ativamente em teatro até 1938. 
Sua estreia em cinema deu-se em 1936, no filme O Grito da Mocidade de Raul Roulien. Em 1938 realizou seus últimos trabalhos: Maridinho de Luxo, de Luiz de Barros, e Alma e Corpo de uma Raça de Milton Rodrigues. 
Era mãe dos também artistas João Negri e Suzana Negri. 
Faleceu em 31 de maio de 1940, no Rio de Janeiro.

## Filmografia
| Ano  | Título                   | Personagem          | Direção          |
| ---- | ------------------------ | ------------------- | ---------------- |
| 1936 | O Grito da Mocidade      | —                   | Raul Roulien     |
| 1938 | Maridinho de Luxo        | Tia Clementina      | Luiz de Barros   |
| 1938 | Alma e Corpo de uma Raça | Tia de Maria Helena | Milton Rodrigues |

## Teatro
- 1893 - Abacaxi
- 1897 - Zizinha Maxixe
- 1898 - O Jagunço
- 1899 - Gavroche
- 1901 - O Mestre de Dansa
- 1902 - O Poder do Ouro
- 1903 - O Esfolado
- 1903 - Roxura"
- 1906 - O Maxixe
- 1915 - Ouro sobre Azul
- 1921 - Nilopolis
- 1922 - O Homem do Cinema
- 1922 - Que Bicho!
- 1923 - 1023
- 1923 - A Capital Federal
- 1923 - A Menina do Chocolate
- 1923 - Aguenta Felippe
- 1923 - Dengosa
- 1923 - Eu Arranjo Tudo
- 1923 - Frade da Brahma
- 1923 - Levada da Breca
- 1923 - Loucuras de Amor
- 1923 - O Café do Felisberto
- 1923 - O Dote
- 1923 - O Genro de Muitas Sogras
- 1923 - O Homem do Cinema
- 1923 - O Mártir do Calvário
- 1923 - O Mimoso Colibri
- 1923 - O Ministro Supremo
- 1923 - O Outro André
- 1923 - Onde Canta o Sabiá
- 1923 -  Os Corrêas
- 1924 - A Folia
- 1924 - La Garçonne
- 1924 - Off-Side
- 1924 - Que Ciúmes Meu Amor
- 1927 - Jesus Christo
- 1931 - O Crime da Quinta Avenida
- 1933 - A Mentira
- 1933 - A Tia da Província
- 1933 - O Ministro Supremo
- 1933 - O Simpático Jeremias
- 1933 - Que Culpa Tenho Eu de Ser Bonito
- 1933 - Que Santo Homem
- 1933 - Uma Pequena das Minhas
- 1935 - Deus
- 1935 - Histórias de Carlitos
- 1938 - Deus